# Kerk van Westerlee
De kerk van Westerlee (ook Sint-Joriskerk) is een zaalkerk uit de 18e eeuw in het Groningse dorp Westerlee in de gemeente Oldambt. 
De huidige kerk werd in 1776 gebouwd ter vervanging van een middeleeuwse voorganger, eveneens een zaalkerk die was voorzien van een vrijstaande klokkenstoel. De lengtegevels van de nieuwe kerk worden geleed door pilasters. De toren is in de 19e eeuw verhoogd. In de toren hing een luidklok uit 1760 van J. Borchardt. Deze is in de oorlog door de Duitse bezetter in beslag genomen. In 1947 is een nieuwe klok opgehangen, gemaakt door de firma Van Bergen te Heiligerlee. Het kleinere slagklokje uit 1784 van C. en M. Fremy Heidefeld heeft de oorlog wel doorstaan..
De kerk heeft een orgel van Petrus. van Oeckelen uit 1873. De preekstoel in Lodewijk XVI stijl dateert uit het eind van de 18e eeuw.

De oude pastorieboerderij werd in 1814 gesloopt en vervangen door een deftige woning aan de Hoofdweg 73. Het oude gebouw stond verder landinwaarts, zo'n 400 meter ten zuidwesten van de kerk. Volgens een bericht uit 1840 was het
een zeer oud gebouw, en voor een halve eeuw reeds in een zeer vervallen toestand; daarin verbond zich, behalve vijf vertrekken en eene met hetzelve verbondene groote schuur, eene zaal, van grootte, als mogelijk in geene pastorij van het Oldambt gevonden werd. Het lag midden in den tuin met grachten omringd en een open ruim plein achter hetzelve. Aan de oost- en westzijde van hetzelve stonden omstreeks 50 vruchtdragende boomen.
De predikanten en schoolmeesters werden aanvankelijk beroepen door de provincie, maar in 1770 werd het collatierecht overgedragen aan de stemgerechtigde landeigenaren. De hervormde gemeente van Westerlee en de predikanten die de gemeente bedienden, raakten onder invloed van de Nadere Reformatie. In de 19e eeuw beriep men eerder predikanten van vrijzinnige signatuur. Dat leidde tot wrijvingen. Een deel van de gelovigen nam deel aan de Afscheiding, een ander deel zocht toevlucht bij de Vrij-Evangelische gemeente, waar een hervormde landbouwer een tijdlang als voorganger optrad. De orthodox-hervormden kerkten sinds het einde van de 19e eeuw in een afzonderlijk evangelisatiegebouw, totdat zij toestemming kregen de kerk voor hun eigen diensten te huren. In 1969 ging de evangelisatievereniging op in de hervormde gemeente, die sindsdien een uitgesproken orthodox-protestants karakter had en zich aansloot bij de Gereformeerde Bond.
In 2007 werd de kerk wegens financiële problemen buiten gebruik gesteld. De hervormde gemeente Heiligerlee-Westerlee kerkt sindsdien in het kerkgebouw van de Graaf Adolf Stichting te Heiligerlee. Door inwoners van Westerlee is in 2009 de Stichting Sint Joriskerk Westerlee opgericht die zich inzet voor het behoud van het kerkgebouw. Sinds 2010 is deze stichting ook eigenaar van het gebouw.

## Sint Joris
De kerk was gewijd aan de heilige Joris. In de kerk bevindt zich een beschilderde laatmiddeleeuwse houtsculptuur van Sint Joris en de draak, die zich vermoedelijk sinds herbouw van de kerk in 1776 in particulier bezit bevond, maar in 1983 werd teruggeplaatst in de kerk. Nog in 1840 werd het nodige over het beeld verteld::
Men zegt, dat die man of soldaat Joris geheeten heeft, en dat hij een verschrikkelijk gedrocht, een' Draak, die zich op het veen tusschen Westerlee en de Pekela ophield, heeft overwonnen en gedood.
De laatste eigenaar heeft het beeld in 2010 aan de stichting geschonken, waarna het is gerestaureerd. Een soortgelijk, maar kwalitatief beter uitgevoerd beeld, gemaakt rond 1380, bevond zich in de lutherse kerk van Bangstede (Oost-Friesland), tegenwoordig in het Ostfriesische Landesmuseum Emden. Als voorbeeld voor dergelijke beelden zou een bekend ruiterstandbeeld in Praag gediend hebben.

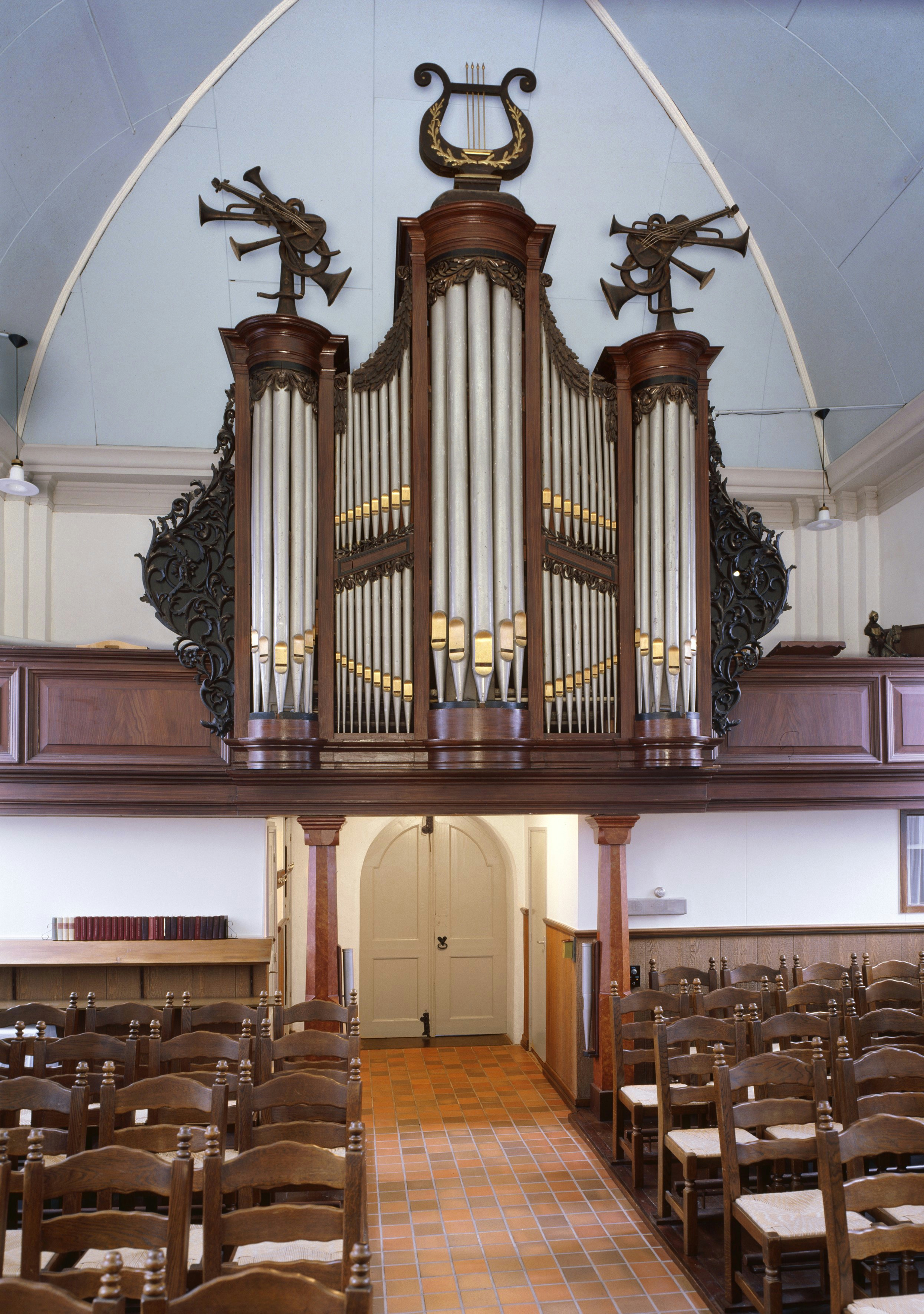
Orgel van van Oeckelen
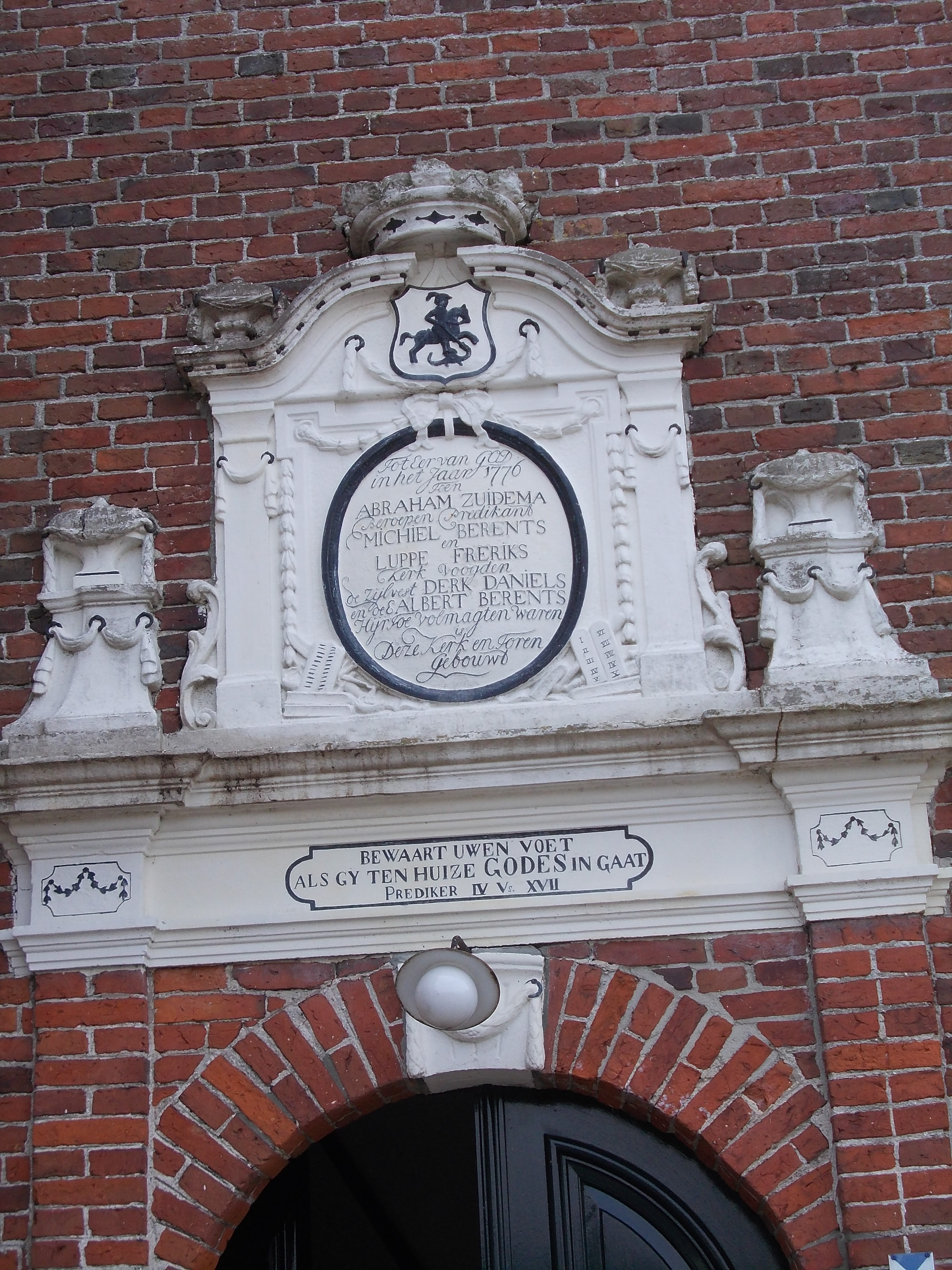
Pilasterpoortje aan de toren
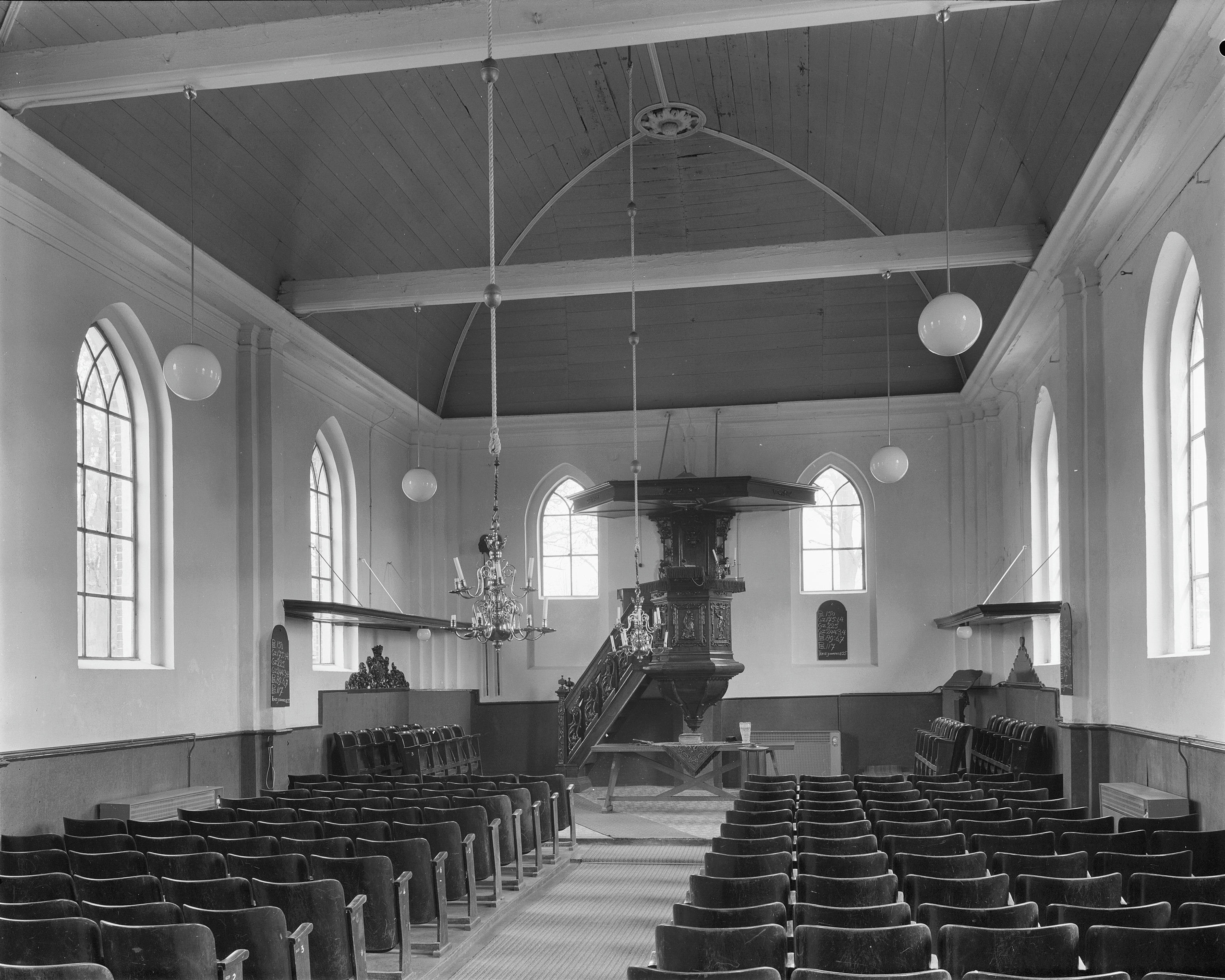
Interieur met preekstoel